# Baralipton dohrni
Baralipton dohrni är en skalbaggsart som först beskrevs av Auguste Lameere 1909.  Baralipton dohrni ingår i släktet Baralipton och familjen långhorningar.
Artens utbredningsområde är Sri Lanka. Inga underarter finns listade.